# ثيودورا (زوجة ثيوفيلوس)
ثيودورا (باليونانية: Θεοδώρα، وتُلفظ باليونانية القروسطية: θjo'ðora) ولدت حوالي 815 – توفيت بعد 867) كانت الإمبراطورة البيزنطية بكونها زوجة للإمبراطور البيزنطي ثيوفيلوس، والوصية علي ابنها، ميخائيل الثالث، من وفاة ثيوفيلوس في 842 إلى 855. من أجل إعادتها لتكريم الأيقونات، التي أنهت حرب الأيقونات البيزنطية، يتم تبجيلها كقديسة في الكنيسة الأرثوذكسية الشرقية. يومها هو 11 فبراير. العديد من الكنائس تضعها كقديسة جزئياً.